# Agrostis durangensis
Agrostis durangensis é uma espécie de gramínea do gênero Agrostis, pertencente à família Poaceae.